# Conseil de tutelle des Nations unies
Le Conseil de tutelle de l'ONU est un des six principaux organes de l'Organisation des Nations unies (ONU) : il est chargé de l'administration des territoires placés sous la tutelle des Nations unies. Ses activités sont aujourd'hui suspendues et il ne se réunira plus tard qu'en cas de besoin.

## Création
La création en 1945 du Conseil de tutelle s'inscrit dans la volonté de l'ONU de mettre fin à la colonisation. Les empires coloniaux, la France et le Royaume-Uni principalement, étaient fermement opposés à sa création. Mais sous la pression de Franklin Delano Roosevelt, il fut intégré à la Charte des Nations unies.

## Rôle
Le conseil fut créé de manière à surveiller l'administration par d'autres États des territoires n'ayant pas encore acquis leur indépendance. Lors de sa création, onze territoires étaient administrés par sept États-membres.
Le rôle et le fonctionnement du Conseil de tutelle sont inscrits dans le chapitre 13 de la Charte des Nations unies (articles 86 à 91) :
- examiner les rapports soumis par les autorités administrantes sur la base d'un questionnaire établi par le Conseil ;
- recevoir des pétitions et les examiner en consultation avec ladite autorité ;
- faire procéder à des visites périodiques dans les territoires administrés.

## Composition
Ses membres étaient élus (à l'exception des membres permanents du Conseil de sécurité) à la majorité simple de l'Assemblée générale.
Il était composé jusqu'au 1er janvier 1968 :
- à titre permanent, des membres permanents du Conseil de sécurité et des puissances administrant des territoires sous tutelle,
- à titre non permanent, d'autant de puissances non administrantes qu'il convenait pour établir la parité entre celles-ci et les administrantes.

En 1968, la Nouvelle-Zélande se retire et le mandat du Liberia expire ; le Conseil décide de maintenir les seuls membres restants, jusqu'à l'expiration du dernier accord de tutelle ou jusqu'à un éventuel amendement de la Charte, malgré le déséquilibre qui en résulte.
Depuis 1994, à l'expiration du dernier accord, le Conseil de tutelle se compose uniquement des cinq membres permanents du Conseil de sécurité.

## Aujourd'hui

Tutelle en 1945

Tutelle en 2000

Depuis que le dernier territoire sous tutelle, les Palaos, a obtenu son indépendance en décembre 1994 des États-Unis, le Conseil de sécurité des Nations unies a décidé de mettre fin aux réunions annuelles du Conseil et de n'en avoir qu'en cas de besoin particulier. Il a modifié son règlement intérieur de façon à pouvoir se réunir (à la demande du Président du conseil ou de la majorité de ses membres, de l'Assemblée générale ou encore du Conseil de sécurité) lorsque les circonstances l'exigent.
On peut ainsi citer le territoire du Kosovo qui est placé sous la tutelle conjointe des États-Unis, de l'Union européenne et de l'Organisation pour la sécurité et la coopération en Europe, par le biais de la Minuk (Mission d'administration intérimaire des Nations unies au Kosovo), créée en juin 1999 et siégeant à Pristina. Le premier représentant spécial du secrétaire général pour la Minuk était Bernard Kouchner, de 1999 à 2001.

## Réforme
À l'occasion de la troisième Conférence sur l'exploration et les utilisations pacifiques de l'espace extra-atmosphérique (UNISPACE III) à Vienne du 19 au 30 juillet 1999 sur le thème des « bénéfices spatiaux pour l'humanité au vingt-et-unième siècle », le secrétaire général des Nations unies a émis des propositions de réformes. Parmi celles-ci figure celle visant à remodeler le Conseil de tutelle. Le secrétaire général a identifié l'espace comme un lieu commun où les États-membres devraient exercer une responsabilité collective. Il a également indiqué que ce « nouveau Conseil de tutelle » devrait servir de lien entre les Nations unies et la société civile, si l'on veut trouver des solutions aux préoccupations communes touchant à l'environnement, aux océans et à l'espace extra-atmosphérique. La tenue d'UNISPACE III et l'élaboration d'un nouveau concept de la tutelle dans le cadre du processus de réforme des Nations unies fournirait l'occasion de mettre en place une nouvelle coopération internationale effective sous l'égide des Nations unies qui garantisse la répartition équitable des bénéfices des technologies spatiales.